# 大口町歴史民俗資料館

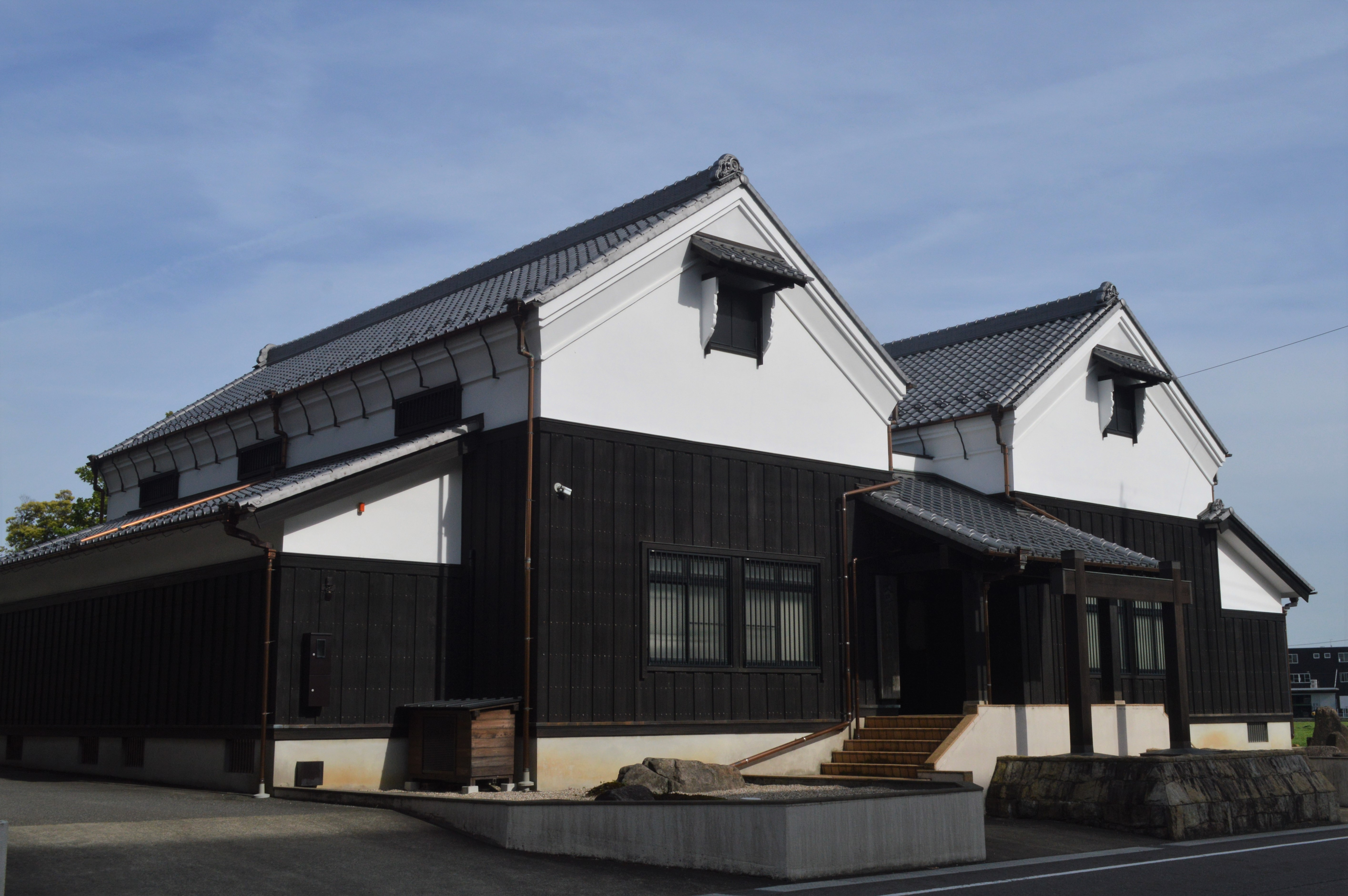
大口町文化財収蔵庫

大口町歴史民俗資料館（おおぐちちょうれきしみんぞくしりょうかん）は、愛知県丹羽郡大口町にある郷土資料館。大口町健康文化センター「ほほえみプラザ」3階にある。1998年（平成10年）11月3日開館。近隣市町村からの来訪も少なくない。

## 歴史
丹羽郡大口町は歴史民俗資料館の単独施設を建設する構想（当初は1989年（平成元年）完成予定）を立てた。昭和50年代後半から民俗資料などの収集を行い、暫定的に大口町福祉会館に所蔵していた。その後単独施設としての建設計画は中止され、収集した民俗資料は宙ぶらりんの状態となっていた。
1995年（平成7年）には「健康」をテーマとする施設の建設構想が浮上し、この施設の中に歴史民俗資料館を入れる計画が持ち上がった。1997年（平成9年）2月には準備施設として大口町文化財収蔵庫が完成。1997年（平成9年）度と1998年（平成10年）度の2か年計画で大口町健康文化センターの建設が行われ、1998年（平成10年）11月3日に竣工式が行われた。大口町歴史民俗資料館は大口町健康文化センターの3階（1,106.63m2）に入っている。

## 施設

### 大口町歴史民俗資料館
館長は大口町立図書館の館長を兼務している。「常設体感展示室」「企画展示室」「事務室」の3部屋からなり、事務室には恒温恒湿を保つことができる特別収蔵庫が設置されている。約400m2の「常設体感展示室」は体感ゾーンと歴史ゾーンに分け、古代から近代までの大口町の歴史を紹介している。室内には昔の農家が再現されており、また実際に五条川で使用されていた川船も展示してある。
約150m2の「企画展示室」では年3 - 4回の企画展示を行っており、1998年（平成10年）11月3日から12月20日には開館記念特別展として「郷土ゆかりの武将 堀尾氏」と題して堀尾吉晴や堀尾金助に焦点を当てた展示を行った。2005年（平成17年）11月から12月には、愛知県美術館の所蔵作品を館外で展示する移動美術館「名画が町にやってきた」を開催し、黒田清輝の油彩画『花と猫』、パブロ・ピカソの銅版画『男と犬』、北川民次の『南国の花』、岸田劉生の『蓁』、杉本健吉の『宇治川』などが展示された。2017年（平成29年）4月から5月には、五月人形や五月飾りの展示の一環で、鎧を着たり兜を被って写真を撮れるサービスを行った。

### 大口町文化財収蔵庫
所在地は大口町伝右一丁目47番地。大口町健康文化センターから見ると道路を挟んで東側にある。10,000点以上の資料を収蔵している。木造2階建。建築面積は348.62m2。延床面積は475.76m2。1階が328.75m2、2階が147.01m2。屋根は和製いぶし本瓦葺であり、外壁は白漆喰塗り壁であり、腰は竪羽目板張りである。蔵を2つつないだ外観であり、1998年（平成10年）には愛知県森林協会「木の使い方コンテスト」優秀賞を受賞した。

## 利用案内
- 入館料：無料
- 開館時間：9時から17時
- 休館日：月曜、火曜、水曜、年末年始
- アクセス：名鉄犬山線 柏森駅から南へ3km。